# 肖笼鸡
肖笼鸡（学名：Strobilanthes affinis）为爵床科紫云菜属的植物。分布在印度、越南以及中国大陆的云南、广西、贵州、湖南等地，生长于海拔500米至1,700米的地区，见于山坡草地以及灌丛中，目前尚未由人工引种栽培。

## 别名
顶头马蓝（中国高等植物图鉴）

## 种下等级
- Strobilanthes affinis (Griff.) Y. C. Tang